# دور و دورتر
دور و دورتر (به انگلیسی: far and away) فیلمی محصول ۱۹۹۲ به کارگردانی ران هاوارد و بازی نیکول کیدمن و تام کروز است. دیگر بازیگران این فیلم توماس گیبسون، رابرت پروسکی، باربارا بابکوک، کالم مینی، سیریل کیوسک، میشل جانسون، کلینت هاوارد، رنس هاوارد، نیال تویبین و روکو سیستو هستند.

## خلاصه داستان
این فیلم روایتگر مهاجرت ایرلندی‌ها به آمریکا برای کسب زمین و زندگی بهتر درسرزمین جدید است و داستان اصلی آن در مورد عشقی است که در این سفر بین جوزف دانلی (تام کروز) و وشانون کریستی (نیکول کیدمن) شکل می‌گیرد. آنها در ابتدا با هم روابط دوستانه‌ای ندارند ولی آرام آرام به هم وابسته می‌شوند و رقابت بر سر کسب زمین مرغوب این عشق را به نهایت می‌رساند و…